# Оби-Рахмат
Оби-Рахма́т (тадж. Оби — «вода» + узб. Рахмат — «благодать») — грот, археологический памятник в Бостанлыкском районе Ташкентской области в Узбекистане.

## История открытия
Грот Оби-Рахмат в долине реки Пальтау был открыт ещё в 1962 году, когда производилась археологическая разведка перед строительством Чарвакского водохранилища. Предполагаемый возраст находки — не менее 50000 лет. При обнаружении памятника в экспонированном состоянии было найдено 500 каменных изделий.
Грот представляет собой большую округлую нишу, обращённую на юг. Ширина в привходовой части 20 м, глубина — 9, максимальная высота свода — 11, 8 м. Толща рыхлого заполнения грота подразделяется на 22 стратиграфических слоя общей мощностью около 10 м.
При раскопках применялся комплексный подход включавший изучение отложений грота с применением методов стратиграфии; седиментологии; археозоологии; петрографии; палинологии. В результате, в максимально возможной степени были определены экологические условия на момент функционирования грота в качестве палеолитической стоянки, процессы захоронения рыхлых отложений, определён функциональный тип памятника (постоянно посещаемый охотничий лагерь). Так же были применены методы абсолютного датирования: радиоуглеродный, ториево-урановый, ЭПР, ОСЛ. В результате было определено, что отложения грота накапливались в период от 80 до 40 тысяч лет до нашей эры.
В окрестностях посёлка Обирахмат (Аурахмат) в 2003 году на берегу речки Пальтау (правый приток Чаткала) в гроте Оби-Рахмат (41°34"08,8" с. ш., 70°08"00,3" в. д.) среднепалеолитическом слое были найдены нескольких зубов и множество фрагментов черепа мальчика 9—12 лет, похожего на неандертальца и на кроманьонца. Возраст останков — не менее 50 тысяч лет. Датировка слоя 14.1 радиоуглеродным методом — около 52–54 тыс. лет (дата откалибрована по шкале японского озера Суйгецу). Датирование слоя 16 с человеческими останками методом электронного парамагнитного резонанса дало оценку возраста ок. 74 тыс. лет, датирование методом урановых рядов для слоя 16 дало возраст 109,2 ± 1,6 тыс. лет.
До открытия грота Обирахмат, находка в 1938 году в гроте Тешик-Таш останков неандертальского мальчика считалась восточной границей распространения неандертальцев.

## Фауна и флора, найденные в гроте
Животные, представленные в гроте Оби-Рахмат — хищники кошачьей породы, золотой шакал, толайский заяц, сурок, полёвка, крупные птицы, дикобраз, пещерный лев, горный козел (47 % от всей массы костей) благородный олень (17, 1 % от всей массы костей), косуля. Также следует отметить отсутствие на Оби-Рахмате костных остатков таких животных как лошадь, черепаха, волк, гиена, медведь. На основе анализа костных остатков, найденных в гроте Оби-Рахмат, учёные-биологи сделали очень интересный вывод, что стоянка периодически посещалась древними людьми, преследующими мигрирующие стада горных козлов и благородных оленей. Памятник, расположенный относительно низко, на крутом, обращённом на юг склоне, является идеальным местом для засадной охоты на эти виды животных в осенний и зимний периоды.
Растения, отмеченные в древний период, по результатам анализа пыльцы растений (палинологический анализ) — гречишные, циркониевые, гвоздичные, смолёвки, бобовые, зонтичные, коноплевые, лилейные культуры. Кустарники — курчавка, тамариск, терескен, шиповник, хруплявник, козелец, барбарис, лох, солянки. Деревья — клён, берёза, грецкий орех, граб, фисташка, хмелеграб, сосна, ель, пихта.